# Ludwig von Mises
Ludwig Heinrich Edler von Mises (Lemberg (ma Lviv), Osztrák–Magyar Monarchia, 1881. szeptember 29. – New York, 1973. október 10.) osztrák közgazdász, történelemfilozófus, szakíró, a klasszikus liberális irányzat meghatározó alakja. Az osztrák közgazdaságtani iskola központi alakja. Fő műve Human Action (Emberi cselekvés) címmel jelent meg 1949-ben.

## Élete

### Korai évek
A közgazdász Lemberg városában született, az Osztrák–Magyar Monarchiában. Tizenkét éves korában már folyékonyan beszélt németül, lengyelül és franciául, valamint tudott olvasni latinul, és megértette az ukrán nyelvet. Mises öccse, a matematikus Richard von Mises, a Bécsi kör tagja volt.

### Pályafutása
Könyveivel és cikkeivel komoly befolyással volt a libertárius irányzatra. 1920-ban megjelent "Gazdasági számítás a szocialista nemzetközösségben" cikkében a tervgazdaság éles kritikáját fogalmazta meg azzal érvelve, hogy a termékek és szolgáltatások méltányos elosztása tapasztalati úton nem ismerhető meg. Határozott álláspontja volt, hogy az árszabályozáson alapuló szocializmus nem működik. Mises a kapitalizmus mellett tör lándzsát és leírja, hogy az egyéni szubjektív értékek szükségszerűen átalakulnak a társadalom erőforrásainak észszerű elosztásához szükséges objektív információkba. 
Mises szerint a szocialista gazdaságokban az árképzési rendszerek mindig információ-deficittel bírnak. A példák közt említi, hogy a termelőeszközök esetében nem lehet a beruházás értékét pontosan megítélni, mivel ezek csupán belső árutovábbításhoz kellenek, és nem „cseretárgyak”, ellentétben a végtermékekkel. Ezért a központi tervezők nem tudják, hogyan lehet hatékonyan elosztani a rendelkezésre álló erőforrásokat, "a racionális gazdasági tevékenység lehetetlen egy szocialista közösségben" – írja. Mises a szocializmus kritikáját 1922-ben, a „Szocializmus: gazdasági és szociológiai elemzés” című könyvében fejezte ki teljesebben, azzal érvelve, hogy a piaci árrendszer a praxeológia kifejezője és ezt a bürokrácia semmilyen formája nem tudja megismételni.

## Magyarul megjelent írásai
- Liberalizmus: A klasszikus hagyomány
- A huszadik század epilógusa
- Gazdaságpolitika: Gondolatok a jelennek és az utókornak
- Gazdaságpolitika: Gondolatok a jelennek és az utókornak (hangoskönyv változat)
- Az antikapitalista mentalitás
- Bürokrácia
- Szabadság és tulajdon és más esszék
- Az árak, a bérek és a kamatráták funkciója (szemelvény az 1946-os The Trade Cycle and Credit Expansion: The Economic Consequences of Cheap Money című esszéből)
- Az árkontroll (szemelvény az Interventionism: An Economic Analysis című 1940-es kötetből)
- A profit felszámolása (szemelvény a Profit and Loss című 1951-es esszéből)
- A profit és a veszteség gazdasági természete (szemelvény a Profit and Loss című 1951-es esszéből)
- A piac szerepe és természete (szemelvény a The Causes of the Economic Crisis: An Address című 1931-esesszéből)